# Інститут фізики НАН України
Інститу́т фі́зики Націона́льної акаде́мії нау́к Украї́ни — провідна наукова установа з вирішення фундаментальних проблем експериментальної та теоретичної фізики.

## Історія Інституту фізики
У 1921 році при Київському управління освіти було організовано Фізичну дослідницьку лабораторію, яка у 1922 році була перетворена в Київську науково-дослідну кафедру фізики при Київському політехнічному інституті. Інститут фізики створено у 1929 році. 1 січня 1929 р. кафедру фізики реорганізовано у Науково-дослідний Інститут фізики Наркомосвіти УРСР, який з 1932 р. був підпорядкований ВУАН і в 1936 р. перейменований в Інститут фізики АН УРСР. Організатором і першим директором інституту був О. Г. Гольдман, обраний у 1929 р. академіком АН УРСР по кафедрі фізики.
На момент організації Інституту його штат налічував 20 співробітників, у тому числі 6 наукових працівників та 10 аспірантів. Маючи нечисленне обладнання, невеликий штат працівників, в перші роки існування Інститут свою діяльність спрямовував на розширену підготовку молодих наукових кадрів, пошук та формування тематики досліджень. Ця робота була досить успішною. Аспірантуру кафедри фізики та Інституту в перші роки його існування закінчили такі відомі згодом вчені, як академіки АН УРСР В. Є. Лашкарьов, С. І. Пекар, М. В. Пасічник, академік АН СРСР В. П. Лінник, член-кореспонденти АН УРСР Н. Д. Моргуліс, П. Г. Борзяк, доктори наук М. Д. Габович, О. Г. Миселюк (директор Інституту у 1938—1941 рр.) та ін.
До 1938 р. в Інституті організаційно оформились три основні напрями науково-дослідних робіт:
- Фізика напівпровідників (керівник робіт О. Г. Гольдман, з 1939 р. — В. Є. Лашкарьов)
- Фізика електронних та електровакуумних процесів (керівник — Н. Д. Моргуліс)
- Рентгенометалофізика (керівник — доктор фіз.-мат.наук С. Д. Герцрікен).

Перед війною, у 1941 р. Інститут мав 122 співробітники, з них 36 наукових працівників (5 докторів та 10 кандидатів наук), 7 аспірантів та 15 осіб науково-допоміжного персоналу. У складі Інституту була велика експериментально-виробнича майстерня, яка мала висококваліфіковані кадри та відповідне обладнання. Інститут мав свій друкований орган — «Українські фізичні записки», які виходили з 1929 по 1936 рр.
Під час війни Інститут фізики було евакуйовано до Уфи. Керівний склад Інституту поповнено співробітниками Українського фізико-технічного інституту (академік АН УРСР О. І. Лейпунський, директор Інституту з 1943 по 1949 р., професор Г. Д. Латишев). Робота фізиків у цей час була спрямована на задоволення потреб оборонної промисловості (промисловості зв'язку, авіамоторобудування, нафтової промисловості, хімічного машинобудування та ін.).
У повоєнні роки Інститут було швидко відбудовано, в 1953 р. введені в дію нові лабораторні, виробничі та житлові корпуси на проспекті Науки, біля Голосіївського лісу.
З'явилися нові напрями у роботі Інституту — широкий розвиток одержали дослідження з ядерної фізики (О. І. Лейпунський, потім М. В. Пасічник,), фізики кристалів (академік НАН України А. Ф. Прихотько), теоретичної фізики (акад. О. С. Давидов, С. І. Пекар). У 1947 р. було створено електростатичний генератор, у 1956 р. введено в дію циклотронну лабораторію, а 12 лютого 1960 р. в Інституті фізики запущено ядерний реактор.
Успішне здійснення наукових досліджень у повоєнні роки та ріст їх масштабів створили умови, за яких подальший розвиток вимагав організаційних та структурних змін. У 1945 році в системі АН УРСР було створено Лабораторію металофізики (у 1955 році перетворену в Інститут металофізики АН УРСР), до складу якої увійшов відділ дифузійних процесів Інституту фізики. У 1960 році, з метою розвитку наукових досліджень фізики напівпровідникових приладів та їх застосування на базі відділу напівпровідників Інституту фізики створено Інститут напівпровідників АН УРСР (нині Інститут фізики напівпровідників імені В. Є. Лашкарьова НАН України). У 1966 році на базі відділу елементарних частин та інших теоретичних відділів Інституту створено Інститут теоретичної фізики. Кілька відділів відповідного профілю стали основою створеного у 1970 році Інституту ядерних досліджень АН УРСР. На базі відділу оптичної квантової електроніки у 1995 році створено Інститут прикладної оптики НАН України.
Наслідком таких організаційних змін став перехід значної частини крупних вчених до новостворених інститутів Академії наук. Проте це не призвело до зниження наукового рівня робіт у самому Інституті фізики. Поряд з традиційними для Інституту напрямами досліджень (фізика кристалів, фізична електроніка) у 60-х роках було розгорнуто роботи у галузях квантової електроніки та голографії, нелінійної оптики, піроелектричних приймачів випромінювання та ін. Становлення та розвиток Інституту фізики НАН України відбулися завдяки активній творчій праці крупних вчених, які у різні часи працювали в Інституті. Як уже згадувалося, першим директором інституту був академік О. Г. Гольдман. Пізніше директорами Інституту були О. Г. Миселюк (1938—1941), Г. В. Пфейффер (1941—1944), О. І. Лейпунський (1944—1949), М. В. Пасічник (1949—1965), А. Ф. Прихотько (1965—1970), М. Т. Шпак (1970—1987).
В Інституті працювали відомі фізики О. С. Давидов, П. Г. Борзяк, В. Л. Броуде, М. Ф. Дейген, В. Є. Дяченко, В. В. Єременко, Г. Д. Латишев, В. Є. Лашкарьов, А. Ф. Лубченко, Н. Д. Моргуліс, О. Ф. Нємець, С. І. Пекар, О. Г. Ситенко, О. В. Снітко, К. Б. Толпиго, О. О. Харкевич.
Вчені інституту зробили вагомий, а в деяких випадках вирішальний внесок у розвиток багатьох напрямів сучасної фізичної науки. Добре відомі їх фундаментальні дослідження в багатьох галузях ядерної фізики та фізики напівпровідників, фізики твердого тіла та рідких кристалів, фізичної і квантової електроніки та фізики плазми. Про вагомість наукових досягнень Інституту фізики НАН України свідчить той факт, що в ньому найбільше в країні — шість — офіційно зареєстрованих наукових відкриттів:
- У 1949 р. Н. Д. Моргулісом та П. М. Марчуком експериментально відкрито явище термоемісійного перетворення теплової енергії в електричну.
- У 1965 р. зареєстровано відкриття «явище холодної електронної емісії при проходженні струму через острівкові металічні шари». Його автори — П. Г. Борзяк, О. Г. Сарбей і Р. Д. Федорович.
- У 1966 р. зареєстровано відкриття «явище розщеплення невироджених молекулярних термів в кристалах, що мають дві або більше молекул в елементарній комірці» («давидовське розщеплення»). Автор відкриття — академік О. С. Давидов. Відкриттям передбачалось виникнення в спектрах поглинання мультиплетних смуг, кількість яких збігається з кількістю молекул в комірці кристалу, що знайшло експериментальне підтвердження в відділі академіка А. Ф. Прихотько та в багатьох інших фізичних лабораторіях.
- Відкриттям визнане також виявлене та вивчене в інституті «явище багатозначності анізотропії властивостей напівпровідникових кристалів, обумовленої особливостями їх зонної структури». Воно проявляється в нестійкості однорідного розподілу електричного поля в кристалі і в виникненні шарів з різними по величині і напряму електричними полями. Автор відкриття — О. Г. Сарбей. С. I. Пекар, працюючи в інституті, передбачив «явище розповсюдження додаткових світлових хвиль в кристалах», яке також знайшло експериментальне підтвердження в лабораторіях інституту і визнано відкриттям. Тут же він створив теорію поляронів.
- У держреєстрі СРСР зареєстровано і наукове відкриття Е. Й. Рашби, зроблене в ІФ АН УРСР. У ньому дано пояснення природи гігантського підсилення інтенсивностей переходів на домішкові відщеплені рівні (ефект Рашба).

Співробітниками інституту опубліковано більше 120 монографій, які торкаються всіх наукових напрямків, що розробляються в інституті, багато з цих монографій стали класичними.
За видатні наукові досягнення вчені інституту удостоєні Ленінської, чотирьох Державних премій СРСР та 18 Державних премій України, а також премій НАН України та міжнародних премій. Серед розробок інституту, що знайшли впровадження, слід відзначити металеві кріостати, болометри та електротопограф, що використовувався в космічних дослідженнях, кріохірургічні інструменти, лазери, піроприймачі. Зокрема, для потреб більш як п'ятдесяти промислових підприємств СРСР дослідним виробництвом інституту аж до початку 70-х років випускались розроблені в інституті фотоелементи ФЕСС високої чутливості на базі сульфіду срібла.
Протягом багатьох десятиріч Інститут має тісні ділові стосунки з провідними вищими навчальними закладами Києва та інших міст України. У різні часи професорами Київського університету ім. Тараса Шевченка були О. С. Давидов, В. Є. Дяченко, В. Є. Лашкарьов, Н. Д. Моргуліс, В. І. Ляшенко, О. Ф. Нємець, М. В. Пасічник, С. І. Пекар, О. Г. Ситенко, К. Б. Толпиго. І сьогодні професорами та викладачами Київського університету імені Тараса Шевченка, Національного технічного університету (КПІ), Києво-Могилянської академії, Київського академічного університету та багатьох інших вузів столиці є провідні вчені Інституту. Ними створено нові кафедри, читаються курси лекцій, здійснюється керівництво аспірантами.
За великі успіхи в розвитку фізичної науки і підготовку висококваліфікованих наукових кадрів Інститут фізики в 1979 р. Указом Президії Верховної Ради СРСР нагороджено орденом Трудового Червоного Прапора.
Враховуючи історичну роль колективу Інституту фізики НАН України в розвитку науки і техніки в Україні, а також унікальність головного корпусу інституту як одного з найкращих зразків архітектурної спадщини України післявоєнного періоду, та монументальний розпис його купола, здійсненого в техніці енкаустики заслуженим діячем мистецтв України член-кореспондентом Академії образотворчого мистецтва М. А. Стороженком, в 1998 р. Інститут фізики НАН України визнано пам'яткою архітектури, історії і мистецтва, охоронний № 297.
Нині в ІФ НАН України працює: 538 працівників, у т. ч. 279 наукових працівників, 47 докторів наук, 154 кандидати наук, 2 академіки, 7 членів-кореспондентів НАН України. Інститут має 15 наукових відділів, господарчі відділи та Державне спеціальне конструкторсько-технологічне бюро фізичного приладобудування (ДСКТБ). В аспірантурі інституту навчається близько 30 аспірантів, щорічно десятки студентів з різних вузів України проходять практику, виконують курсові та дипломні роботи.
В Інституті фізики працюють академіки НАН України М. С. Бродин (директор Інституту з 1987 р.) та віце-президент НАН України А. Г. Наумовець, члени-кореспонденти НАН України І. В. Блонський, С. Г. Одулов, Ю. Г. Птушинський, С. М. Рябченко, І. О. Солошенко, М. С. Соскін, П. М. Томчук. Понад 60 років (1959—1962; 1965—2023) в Інституті фізики працював професор Е. А. Пашицький (1936—2023), із яких 8 років він керував Лабораторією теорії недосконалих кристалів (1989—1997).
У середині 1990-х років професором Валерієм Харкяненом започатковані дослідження з фізики біологічних систем, які нині продовжує його послідовниця, головний науковий співробітник Інституту фізики Галина Довбешко.
Відповідно до Постанови Президії НАН України 2004 року нині в ІФ НАН України виконується робота по таких основних напрямках:
- фізика конденсованого стану, фізика м'якої речовини;
- нанофізика та наноелектроніка;
- фізика лазерів, нелінійна та сингулярна оптика, голографія;
- фізика поверхні, емісійна та плазмова електроніка.

У 2013 році Інститут фізики організував спільно з компанією DEKOM міжнароднародну технологічну відеоконференцію «Нанотехнології та наноматеріали для бізнесу та виробничої сфери». Вона проходила у Великому залі Національної академії наук в Україні в Києві.

## Наукові школи інституту

### «Оптика і спектроскопія неметалічних кристалів»
Засновник — академік НАН України, Герой Соціалістичної Праці, лауреат Ленінської премії, державної премії України, Заслужений діяч науки і техніки України Антоніна Федорівна Прихотько (1906–1991). Значний внесок у формування школи зроблений академіками НАН України М. Т. Шпаком (1926–1993), М. С. Бродиним, член-кор. НАН України М. С. Соскіним. Зараз головні напрями, які розвиваються у рамках школи, очолюють член-кор. НАН України І. В. Блонський, член-кор. НАН України С. М. Рябченко, доктори фіз-мат. наук Ю. П. Гнатенко, М. В. Курик, Г. О. Пучковська, Ю. О. Резніков.

### «Нелінійна оптика та лазерна фізика»
Засновники — академік НАН України, лауреат Ленінської премії, Державних премій СРСР та України, Заслужений діяч науки і техніки України Михайло Семенович Бродин і член-кореспондент НАН України, лауреат Державних премій СРСР та України Марат Самуїлович Соскін. Сьогодні у рамках школи розвиваються сучасні напрями досліджень, лідерами яких є засновники школи академік М. С. Бродин та член-кор. НАН України М. С. Соскін, а також член-кор. НАН України С. Г. Одулов, член-кор. НАН України Л. П. Яценко, доктора наук Є. О. Тихонов та А. М. Негрійко.

### «Фізична електроніка»
Засновники — член-кореспондент НАН України Наум Давидович Моргуліс (1904–1976) і член-кореспондент НАН України, лауреат Державної премії України, Заслужений діяч науки і техніки України Петро Григорович Борзяк (1903–2000). Зараз головні наукові напрями, які продовжують традиції школи і визначають сучасний рівень робіт, очолюють академік НАН України А. Г. Наумовець, член-кор. НАН України Ю. Г. Птушинський, доктори фіз.-мат. наук О. Г. Сарбей, І. М. Яковкін.

### «Теорія твердого тіла»
Засновники — академік НАН України, Герой Соціалістичної Праці, лауреат Ленінської премії, Державної премії України, Заслужений діяч науки і техніки України Олександр Сергійович Давидов та академік НАН України, Заслужений діяч науки і техніки України Соломон Ісакович Пекар. Зараз традиції школи в Інституті фізики НАН України продовжують наукові колективи, очолювані членом-кореспондентом НАН України, лауреатом Державних премій України, Заслуженим діячем науки і техніки України П. М. Томчуком та доктором наук, професором, лауреатом Державної премії України Е. А. Пашицьким.

### «Фізика іонних пучківта іонних джерел»
Засновник — доктор фіз-мат. наук, професор, Заслужений діяч науки і техніки України Марк Давидович Габович (1914–1994). Нині лідером школи є член-кор. НАН України І. О. Солошенко.
Протягом останнього десятиріччя вчені інституту на конкурсній основі виграли більше 50 міжнародних грантів таких фондів, як Міжнародний науковий фонд (фонд Сороса), CRDF, INTAS, УНТЦ.